# Nemopistha juju
Nemopistha juju is een insect uit de familie van de Nemopteridae, die tot de orde netvleugeligen (Neuroptera) behoort. 
Nemopistha juju is voor het eerst wetenschappelijk beschreven door Kimmins in 1938.